# Jean Meeus
Jean Meeus (ur. 12 grudnia 1928) – belgijski meteorolog i astronom. Specjalizował się w astronomii sferycznej i obliczeniach matematycznych w astronomii. Studiował matematykę na Uniwersytecie w Lowanium, licencjat uzyskał w 1953 i od tej pory aż do przejścia na emeryturę w 1993 pracował jako meteorolog w porcie lotniczym w Brukseli.
Planetoida (2213) Meeus jest nazwana na jego cześć.

## Publikacje[2]
- „Canon of Solar Eclipses” (współautor, 1966, 1983)
- „Canon of Lunar Eclipses” (współautor, 1979)
- „Astronomical Formulae for Calculators” (1979, 1982, 1985, 1988)
- „Elements of Solar Eclipses 1951-2200” (1989)
- „Transits” (1989)
- „Astronomical Algorithms” (1991, 1999)
- „Astronomical Tables of the Sun, Moon and Planets” (1983, 1995)
- „Mathematical Astronomy Morsels” (1997)
- „More Mathematical Astronomy Morsels” (2002)
- „Mathematical Astronomy Morsels III” (2004)